# Deir Mama
Deir Mama (tiếng Ả Rập: ديرماما) là một ngôi làng ở phía tây bắc Syria, một phần hành chính của Tỉnh Hama, nằm ở phía tây Hama. Nó nằm ở phía đông của dãy núi al-Ansariyah ven biển. Các địa phương gần đó bao gồm Masyaf ở phía nam, Deir al-Salib ở phía tây nam và al-Laqbah và Deir Shamil ở phía bắc. Theo Cục Thống kê Trung ương Syria (CBS), Deir Mama có dân số 2.985 người trong cuộc điều tra dân số năm 2004. Cư dân của Deir Mama chủ yếu là người Alawite.
Deir Mama có hai suối chính, khu vực phía nam và phía bắc, và ngôi làng trung tâm trải dài giữa chúng với một con đường chính. Lịch sử của Deir Mama quay trở lại thời kỳ La Mã; đó là ngôi làng duy nhất ở vùng Masyaf không thuộc chế độ phong kiến, không giống như những ngôi làng lân cận. Cư dân của Deir Mama đã bao gồm những người trí thức, bao gồm một tiểu thuyết gia và nhà văn kịch nổi tiếng Mamdouh Adwan. Alawites và Kitô hữu chia sẻ một ngôi đền mà mỗi nhóm tôn thờ. Alawites gọi nó là Sheikh Sobeh trong khi Kitô hữu gọi nó là Saint Mama. Deir Mama nổi tiếng với nghề làm rượu thủ công Arak truyền thống và lụa tự nhiên.